# Филип Балош
Филип Балош (Нови Сад, 18. март 2001) је српски кантаутор.

## Биографија

### Рани живот
Балош долази из музичко-драмске породице. Са четири године је почео да показује љубав ка сликарству и музици. Као дечак, учествује на разним музичким фестивалима.

### Образовање
Године 2016. уписао је средњу школу за дизајн „Богдан Шупут“. Био је део разних групних изложби и сликарских колонија. Године 2020. по завршетку средње школе, Филип је уписао прву годину Академије уметности у Новом Саду, одсек сликарство. Од октобра 2022. је студент Академије уметности у Новом Саду.

## Каријера
Као своје музичке узоре наводи Лејди Гагу, Чарлија Пута и Финијаса. Од домаћих аутора и извођача издваја Бојану Вунтуришевић и Сару Јо.
Године 2019. је освојио титулу Play звезде коју је доделио Play радио. Задатак је био да сви учесници сниме себе како певају песму по својој жељи. Филип је снимио себе како пева песму Breathing од Аријане Гранде. Комисија тог радија, састављена од музичких уредника је његов рад оценила као најбољи. Као победник, снимо је песму Померено. 
Године 2022. са екипом Земље Грува! снимио је обраду Констрактине песме Мекано, након што су га чули како пева на друштвеним мрежама, те га позвали да у њиховом студију сними своју верзију песме. Похваљен и је и од стране Ким Петрас.
Дана 9. јануара 2023. је откривено да ће се такмичити на Песми за Евровизију ’23 са песмом Нови план други сан, а 27. јануара да ће наступити у првом полуфиналу. Филип је урадио текст, музику и аранжман. Инспирација за песму, коју је пријавио за такмичење, Филип је нашао у свом брату који је патио због раскида, али се врло брзо издигао из ситуације и наставио да прави нове планове и задаје друге циљеве. Како каже, песма је мотивациона и може се односити и на друге ситуације у животу. Наступ на такмичењу радио је са Костом Мушу, који је 2022. године радио Констрактин наступ. Филип се пласирао у финале као 4. у првом полуфиналу. У финалу је завршио на трећем месту у гласању жирија (8 поена) четврти у гласању публике (7 поена) и завршио на 4. месту свеукупно (15 поена).

## Награде и номинације
| Година | Награда                 | Категорија | Рад                 | Исход    | Реф.          |
| ------ | ----------------------- | ---------- | ------------------- | -------- | ------------- |
| 2023.  | Песма за Евровизију ’23 |            | Нови план други сан | 4. место | [ 12 ] [ 11 ] |
| 2024.  | Песма за Евровизију ’24 | Дуга ноћ   | Испао у полуфиналу  | [ 13 ]   |               |

## Дискографија
| Назив                                | Година | Албум            |
| ------------------------------------ | ------ | ---------------- |
| „Померено”                           | 2019.  | сингл без албума |
| „Нема краја”                         | 2020.  | сингл без албума |
| „Идемо до мене”                      | 2020.  | сингл без албума |
| „Мекано” (обрада Констрактине песме) | 2022.  | сингл без албума |
| „Нови план други сан”                | 2023.  | сингл без албума |
| „Сами”                               | 2023.  | сингл без албума |
| „Дуга је ноћ”                        | 2024.  | сингл без албума |